# Stok-Palast
| Tibetische Bezeichnung                |
| ------------------------------------- |
| Wylie-Transliteration: stog pho brang |
| Chinesische Bezeichnung               |
| Vereinfacht: 朵宫                     |
| Pinyin:Duǒ gōng                       |

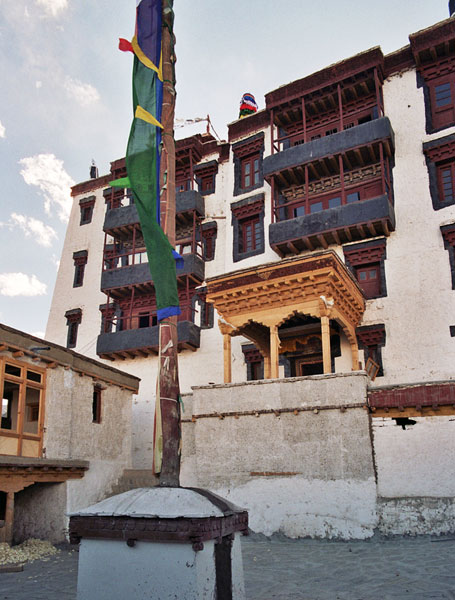
Stok-Palast

Der Stok-Palast, Stog-Palast oder Tog-Palast (tib. sTog pho brang) bzw. Stok Gompa (Stok-Kloster, Tog-Kloster) usw. ist ein Palast bzw. Kloster des tibetischen Buddhismus im Verwaltungsdistrikt Leh von Ladakh im Indus-Tal im nördlichen Indien, ca. 15 km südlich von Leh, der Hauptstadt Ladakhs. Die Anlage geht auf das 14. Jahrhundert zurück und wurde von Lama Lhawang Lotus gegründet. Sie ist berühmt für ein inzwischen auch gedruckt vorliegendes, nach dem Palast benanntes Manuskript des Kanjur aus der Drugpa-Kagyü-Schule. Ein rituelles Tanz-Masken-Fest findet hier jedes Jahr statt.
Der Palast dient als gegenwärtige Residenz der ehemaligen Königsfamilie von Ladakh, derzeit wird er von der Witwe des letzten Königs Singe Namgyal von Ladakh bewohnt, der 1974 verstarb. Der Palast selbst wurde im Jahr 1825 von König Tsepal Tondup Namgyal (tib. tshes dpal don grub rnam rgyal) erbaut, sein Hauptgebäude ist fünf Stockwerke hoch. Er beherbergt ein Museum, worin Exponate aus der königlichen Sammlung besichtigt werden können.

## Galerie

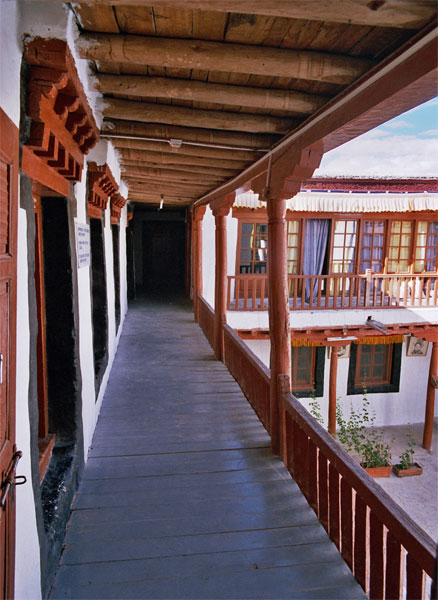
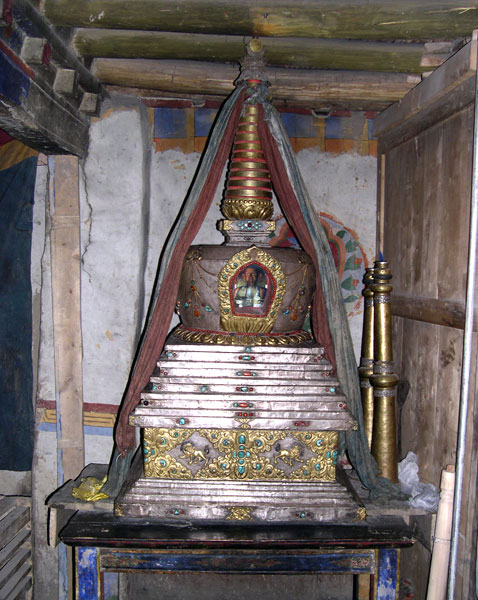
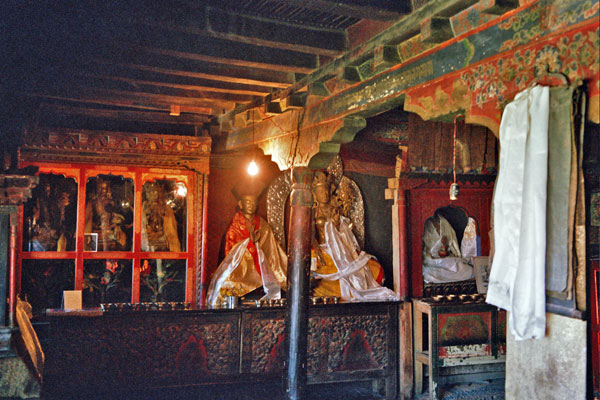